# Rodricidium
× Rodricidium, (abreviado Rdcm.) en el comercio, es un híbrido intergenérico que se produce entre los géneros de orquídeas Oncidium y Rodriguezia (Onc. × Rdza.).